# Linea 4 (metropolitana di Shanghai)
La linea 4 della metropolitana di Shanghai è una linea del sistema metropolitano di Shanghai, in Cina. Si estende per più di 33 km ed è servita da 26 stazioni. La linea è di forma circolare e interseca durante il suo percorso gran parte delle altre linee del sistema.

## Stazioni

Il percorso della linea

| Linea 4 (四号线) |                          |                           |
| #                | Stazione                 | Collegamenti              |
| 1                | Yishan Road              | Linea 3; Linea 9          |
| 2                | Shanghai Indoor Stadium  | Linea 1                   |
| 3                | Shanghai Stadium         |                           |
| 4                | Dong'an Road             | Linea 7                   |
| 5                | Damuqiao Road            |                           |
| 6                | Luban Road               |                           |
| 7                | South Xizang Road        | Linea 8                   |
| 8                | Nanpu Bridge             |                           |
| 9                | Tangqiao                 |                           |
| 10               | Lancun Road              | Linea 6                   |
| 11               | Pudian Road              |                           |
| 12               | Century Avenue           | Linea 2; Linea 6; Linea 9 |
| 13               | Pudong Avenue            |                           |
| 14               | Yangshupu Road           |                           |
| 15               | Dalian Road              |                           |
| 16               | Linping Road             |                           |
| 17               | Hailun Road              |                           |
| 18               | Baoshan Road             |                           |
| 19               | Shanghai Railway Station | Linea 3                   |
| 20               | Zhongtan Road            | Linea 3                   |
| 21               | Zhenping Road            | Linea 3; Linea 7          |
| 22               | Caoyang Road             | Linea 3; Linea 11         |
| 23               | Jinshajiang Road         | Linea 3                   |
| 24               | Zhongshan Park           | Linea 2; Linea 3          |
| 25               | West Yan'an Road         | Linea 3                   |
| 26               | Hongqiao Road            | Linea 3                   |